# Hebomoia leucippe
Hebomoia leucippe är en fjärilsart som först beskrevs av Pieter Cramer 1775.  Hebomoia leucippe ingår i släktet Hebomoia och familjen vitfjärilar. Inga underarter finns listade i Catalogue of Life.

## Bildgalleri

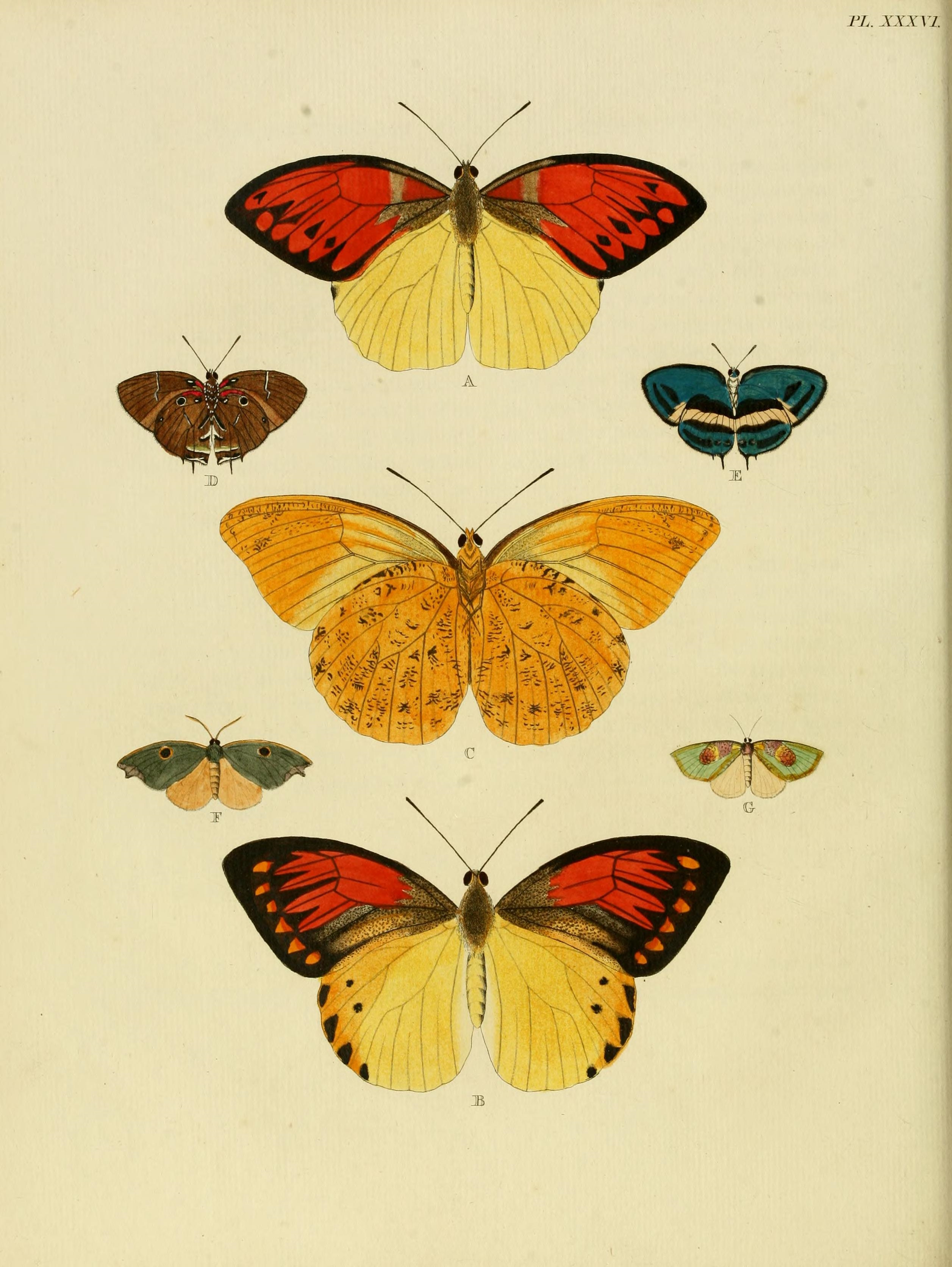